# ブロド＝ポサヴィナ郡

ブロド＝ポサヴィナ郡
Brodsko-posavska županija

ブロド＝ポサヴィナ郡（ブロド＝ポサヴィナぐん、クロアチア語:Brodsko-posavska županija）は、クロアチアの郡であり、スラヴォニア地方の南部に位置している。郡の中心都市はスラヴォンスキ・ブロドであり、郡はサヴァ川に沿って東西に伸びており、「ポサヴィナ」とは「サヴァ川沿い」を意味している。ブロドのほかの主要な町としては、ノヴァ・グラディシュカ、ヴルポリェ（Vrpolje）、スラヴォンスキ・シャマツ（Slavonski Šamac）などがある。

## 地理
ブロド＝ポサヴィナ郡は、西にシサク＝モスラヴィナ郡、北にポジェガ＝スラヴォニア郡、北東にオシエク＝バラニャ郡、東にヴコヴァル＝スリイェム郡と接しており、南はボスニア・ヘルツェゴビナとの国境となっている。

## 自治体
ブロド＝ポサヴィナ郡は、2の都市（grad）と26のオプチナ（općina）から構成される。都市とオプチナは、ともに郡の下位に属する同じレベルの自治体であるが、一般に都市のほうが規模が大きい。
都市（grad）
- スラヴォンスキ・ブロド（Slavonski Brod）
- ノヴァ・グラディシュカ（Nova Gradiška）

オプチナ（općina）
- ベブリナ（Bebrina）
- ブロツキ・ストゥプニク（Brodski Stupnik）
- ブコヴリェ（Bukovlje）
- ツェルニク（Cernik）
- ダヴォル（Davor）
- ドニ・アンドリイェヴツィ（Donji Andrijevci）
- ドラガリチ（Dragalić）
- ガルチン（Garčin）
- ゴルニャ・ヴルバ（Gornja Vrba）
- ゴルニ・ボギチェヴツィ（Gornji Bogićevci）
- グンディンツィ（Gundinci）
- クラカル（Klakar）
- ノヴァ・カペラ（Nova Kapela）
- オクチャニ（Okučani）
- オプリサヴツィ（Oprisavci）
- オリオヴァツ（Oriovac）
- ポドツルカヴリェ（Podcrkavlje）
- レシェタリ（Rešetari）
- シビニ（Sibinj）
- シキレヴツィ（Sikirevci）
- スラヴォンスキ・シャマツ（Slavonski Šamac）
- スタラ・グラディシュカ（Stara Gradiška）
- スタロ・ペトロヴォ・セロ（Staro Petrovo Selo）
- ヴェリカ・コパニツァ（Velika Kopanica）
- ヴルビェ（Vrbje）
- ヴルポリェ（Vrpolje）

## 郡政府
現在の郡長官はクロアチア権利党のダニイェル・マルシッチ（Danijel Marušić）である。
郡議会は51議席から成り、その議席配分は以下の通りである:
- クロアチア民主同盟 (HDZ) 20
- クロアチア農民党 (HSS) 11
- クロアチア社会民主党 (SDP) 11
- クロアチア社会自由党 (HSLS) 5
- クロアチア人民党 (HNS) 4